# Wind, Sand und Sterne

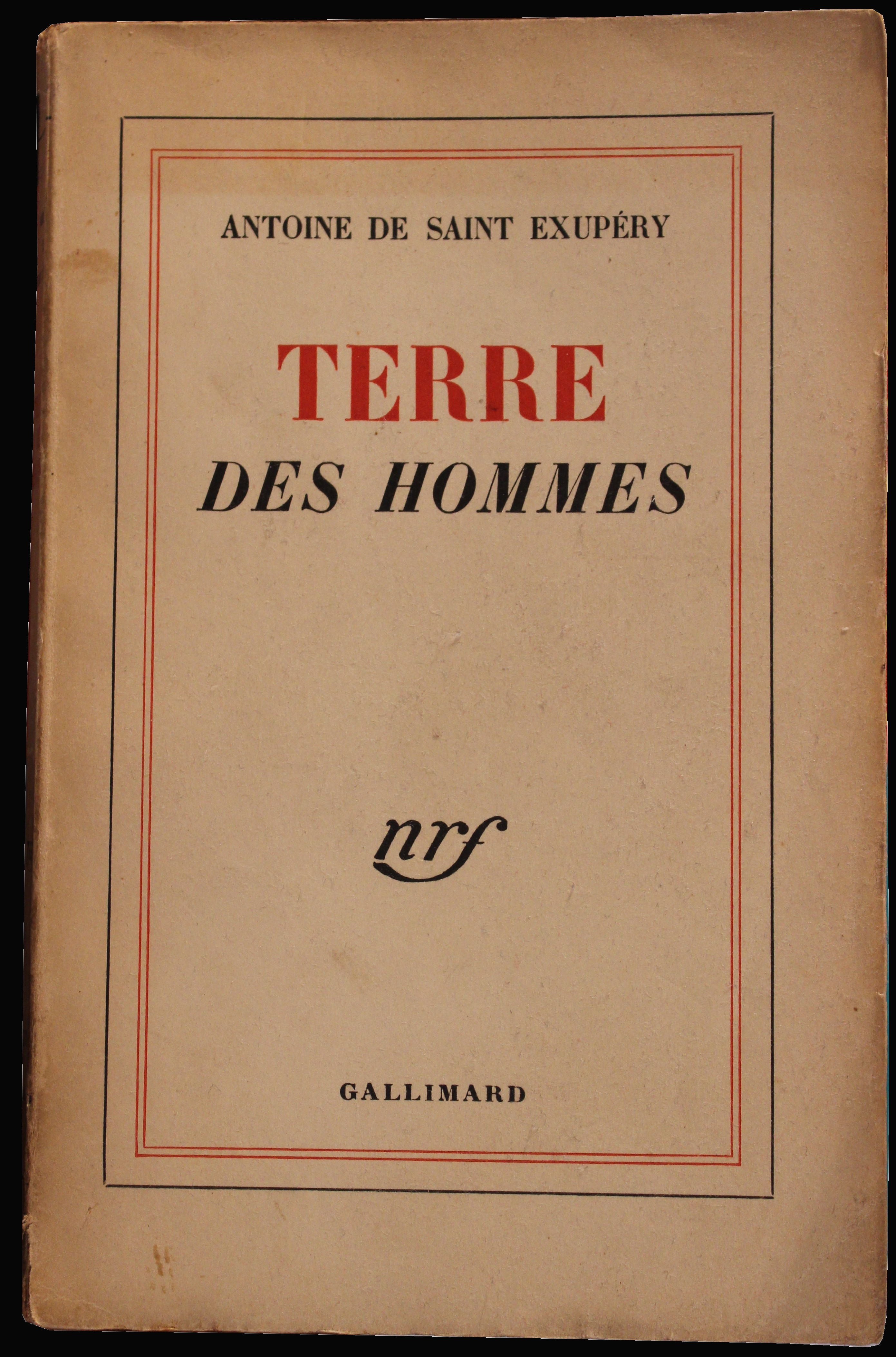

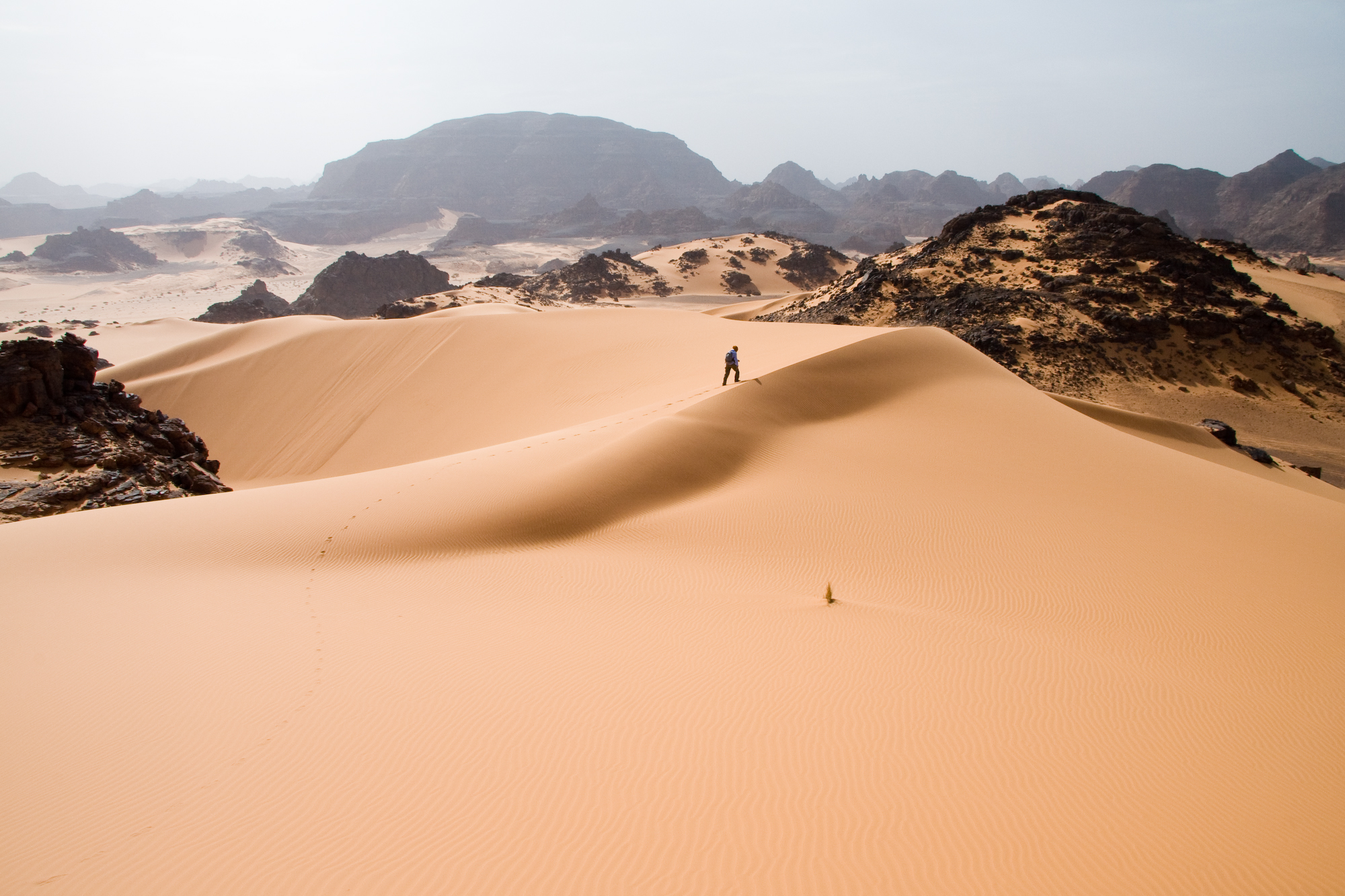

Wind, Sand und Sterne (Originaltitel Terre des Hommes, in neuerer Übersetzung auch unter dem Titel Die Erde des Menschen veröffentlicht) ist ein Erlebnisbericht des französischen Schriftstellers und Piloten Antoine de Saint-Exupéry. Die Erstausgabe des zur Moderne zählenden Werkes erschien 1939.

## Inhalt
In dem Buch setzt sich Saint-Exupéry mit seinen eigenen Erlebnissen als Postpilot (1926 bis 1935) auseinander. Insbesondere geht der Autor anhand erlebter Grenzsituationen der philosophischen Frage nach der Bestimmung des Menschen nach. Er schildert unter anderem seine Erlebnisse als Berichterstatter und Kurier im spanischen Bürgerkrieg und setzt den Wegbereitern der Postfliegerei ein literarisches Denkmal. Kernstück des Buches sind aber die Kapitel, die seine nordafrikanischen Wüstenüberflüge beschreiben, bis hin zu jenem Flug 1935, bei dem er ein Preisgeld für die schnellste Bewältigung der Strecke von Paris nach Saigon gewinnen wollte, und zwei Tage nach seinem Start mangels Orientierung seinen geplanten Zwischenstopp Kairo nicht ansteuern konnte. Er landete morgens um 2:45 Uhr etwa 200 km westlich von Kairo in der Sahara, blieb unverletzt und machte sich zu Fuß auf die Suche nach einer Siedlung. Kurz bevor er verdurstete, stieß er auf Beduinen, die ihn retteten. Diese Erlebnisse inspirierten ihn später zu dem Buch Der kleine Prinz.
Die teils eigens für das Buch geschriebenen und teils älteren Texte singen ein „Hoheslied“ der Kameradschaft unter Kollegen, der Pflichterfüllung und des Idealismus sowie der Solidarität und Menschlichkeit.

## Entstehung des Buchs
Mitte Februar 1938 machte Saint-Exupéry den Versuch eines Rekordfluges New York–Feuerland (Südargentinien), stürzte aber in Guatemala beim Start nach einer Zwischenlandung ab und wurde schwer verletzt. Während seiner Genesung begann er in New York mit der Zusammenstellung des Buches Terre des hommes.  Es folgten unentwegt Änderungen, Erweiterungen und Streichungen. Hierdurch erschien das Buch in den USA und in Frankreich in zwei verschiedenen Fassungen. Die amerikanische Fassung (auch die deutsche) ist ausführlicher und enthält ein weiteres, viertes Kapitel „Naturgewalten“. Die Rechte für die deutsche Übersetzung erwarb der damals in Markkleeberg ansässige Verleger Karl Rauch im Jahre 1938 vom Verlag Gallimard in Paris. Saint-Exupéry und Rauch lernten sich persönlich kennen und wurden sogar Freunde. Saint-Exupéry besuchte im Jahre 1939 sowohl die Leipziger Frühjahrsmesse als auch das Privathaus von Rauch in Markkleeberg. Am 6. September 1939 erschien die deutsche Übersetzung des Buches im Karl-Rauch-Verlag Markkleeberg und avancierte noch zu Kriegszeiten zu einem Bestseller.

## Wirkung
- Das Buch traf bei seinem Erscheinen Anfang 1939 den Nerv der Zeit und hatte großen Erfolg. Es erhielt den Grand Prix du Roman de l’Académie française; auch die amerikanische Übersetzung unter dem Titel Wind, Sand and Stars verkaufte sich vorzüglich und wurde preisgekrönt.
- Die Berichte über den spanischen Bürgerkrieg trugen dem Autor die Gegnerschaft der Franquisten ein.
- Unter dem Eindruck des Algerienkrieges gründete der Schweizer Journalist Edmond Kaiser 1960 ein entwicklungspolitisches Kinderhilfswerk. Inspiriert durch Saint-Exupérys Werk benannte er es Terre des Hommes.
- National Geographic wählte das Buch auf Platz drei der 100 größten Abenteuerbücher aller Zeiten[3].